# 58 (liczba)
58 (pięćdziesiąt osiem) – liczba naturalna następująca po 57 i poprzedzająca 59.

## 58 w nauce
- liczba atomowa ceru
- obiekt na niebie Messier 58
- galaktyka NGC 58
- planetoida (58) Concordia

## 58 w kalendarzu
58. dniem w roku jest 27 lutego. Zobacz też co wydarzyło się w 58 roku n.e.